# Oktonionischer projektiver Raum
Ein oktonionischer projektiver Raum ist in der Mathematik eine Verallgemeinerung der projektiven Räume von Vektorräumen über den anderen Divisionsalgebren (reelle, komplexe und quaternionische Zahlen). Da die Oktonionen nur einen Alternativkörper bilden und ihre Multiplikation nicht assoziativ ist, ist eine analoge Definition nicht für jede Dimension möglich. Es gibt dadurch nur die drei oktonionischen projektiven Räume {\displaystyle \mathbb {O} P^{0}}, {\displaystyle \mathbb {O} P^{1}} und {\displaystyle \mathbb {O} P^{2}}.

## Konstruktion
Auf dem oktonionischen Raum {\displaystyle \mathbb {O} ^{n+1}\setminus \{0\}} ohne Ursprung ist die Relation {\displaystyle x\sim y}, wenn es einen oktonionischen Skalar {\displaystyle \lambda \in \mathbb {O} ^{\times }=\mathbb {O} \setminus \{0\}} mit {\displaystyle x=\lambda y} gibt, eine Äquivalenzrelation, jedoch nur wenn {\displaystyle n\leq 2}. {\displaystyle \mathbb {O} P^{n}} ist der Faktorraum von {\displaystyle \mathbb {O} ^{n+1}\setminus \{0\}} unter dieser Äquivalenzrelation. Die Äquivalenzklasse einer Koordinate {\displaystyle (q_{0},\ldots ,q_{n})\in \mathbb {O} ^{n-1}\setminus \{0\}} wird als {\displaystyle [q_{0}:\ldots :q_{n}]\in \mathbb {O} P^{n}} notiert.

## Alle Beispiele
- {\displaystyle \mathbb {O} P^{0}} ist der einpunktige Raum.
- {\displaystyle \mathbb {O} P^{1}} wird oktonionische projektive Linie genannt und ist homöomorph zur {\displaystyle 8}-Sphäre {\displaystyle S^{8}}.[1][2] Die zusammen mit der Projektion {\displaystyle \mathbb {O} ^{2}\rightarrow \mathbb {O} P^{1}} erzeugte Abbildung {\displaystyle \mathbb {O} ^{2}\cong \mathbb {R} ^{16}\supset S^{15}\rightarrow S^{8}\cong \mathbb {O} P^{1}} zwischen Sphären ist die oktonionische Hopf-Faserung {\displaystyle h_{\mathbb {O} }}.[3]
- {\displaystyle \mathbb {O} P^{2}} wird oktonionische projektive Ebene oder Cayley-Ebene genannt. Nach dem Arnold–Kuiper–Massey-Theorem ist der Quotientenraum unter Wirkung der ersten symplektischen Gruppe {\displaystyle \operatorname {Sp} (1)} die {\displaystyle 13}-Sphäre:[4]
{\displaystyle \mathbb {O} P^{2}/\operatorname {Sp} (1)\cong S^{13}.}

## Eigenschaften
- {\displaystyle \mathbb {O} P^{2}} ist homöomorph zu {\displaystyle F_{4}/\operatorname {Spin} (9)}. Dabei ist {\displaystyle F_{4}} eine der exzeptionellen Lie-Gruppen und {\displaystyle \operatorname {Spin} (9)} die neunte Spin-Gruppe.[5][6]
- {\displaystyle \mathbb {O} P^{2}} ist homöomorph zum Kofaserprodukt {\displaystyle S^{8}+_{h_{\mathbb {O} }}D^{16}}, also dem des Diagramms {\displaystyle D^{16}\hookleftarrow S^{15}\xrightarrow {h_{\mathbb {O} }} S^{8}}.[1][6]

## Algebraische Topologie

### Homotopie
Die Homotopiegruppen der oktonionischen projektiven Ebene {\displaystyle \mathbb {O} P^{2}} sind gegeben durch:
{\displaystyle \pi _{k}(\mathbb {O} P^{2})\cong {\begin{cases}0&;k\leq 7\\\pi _{k}(S^{8})&;8\leq k\leq 14\end{cases}}.}
Weitere Homotopiegruppen sind:
{\displaystyle \pi _{15}(\mathbb {O} P^{2})\cong \mathbb {Z} _{120}} (wobei sich hier {\displaystyle \pi _{15}(S^{8})\cong \mathbb {Z} \times \mathbb {Z} _{120}} tatsächlich unterscheidet).
{\displaystyle \pi _{16}(\mathbb {O} P^{2})\cong \mathbb {Z} _{2}^{3}}
{\displaystyle \pi _{17}(\mathbb {O} P^{2})\cong \mathbb {Z} _{2}^{4}}
{\displaystyle \pi _{18}(\mathbb {O} P^{2})\cong \mathbb {Z} _{24}\times \mathbb {Z} _{2}}
{\displaystyle \pi _{19}(\mathbb {O} P^{2})\cong \mathbb {Z} _{504}\times \mathbb {Z} _{2}}
{\displaystyle \pi _{20}(\mathbb {O} P^{2})\cong 1}
{\displaystyle \pi _{21}(\mathbb {O} P^{2})\cong \mathbb {Z} _{6}}
{\displaystyle \pi _{22}(\mathbb {O} P^{2})\cong \mathbb {Z} _{4}}
{\displaystyle \pi _{23}(\mathbb {O} P^{2})\cong \mathbb {Z} \times \mathbb {Z} _{120}\times \mathbb {Z} _{2}^{2}.}

### Kohomologie
Die Kohomologiegruppen der oktonionischen projektiven Ebene {\displaystyle \mathbb {O} P^{2}} mit einer abelschen Gruppe {\displaystyle G} sind gegeben durch:
{\displaystyle H^{k}(\mathbb {O} P^{2};G)\cong {\begin{cases}G&;k=0,8,16\\1&;{\text{sonst.}}\end{cases}}.}

## Faserbündel
Ähnlich wie sich die Konstruktion der projektiven Räume von Vektorräumen über den anderen Divisionsalgebren nicht verallgemeinern lässt, verallgemeinern sich ebenfalls die entsprechenden Faserbündel nicht. Diese sind jeweils:
- Reeller projektiver Raum: {\displaystyle S^{0}\rightarrow S^{n}\rightarrow \mathbb {R} P^{n}}
- Komplexer projektiver Raum: {\displaystyle S^{1}\rightarrow S^{2n+1}\rightarrow \mathbb {C} P^{n}} und {\displaystyle S^{1}\rightarrow \mathbb {R} P^{2n+1}\rightarrow \mathbb {C} P^{n}}
- Quaternionischer projektiver Raum: {\displaystyle S^{3}\rightarrow S^{4n+3}\rightarrow \mathbb {H} P^{n}} und {\displaystyle S^{2}\rightarrow \mathbb {C} P^{2n+1}\rightarrow \mathbb {H} P^{n}}

Die analogen Verallgemeinerungen {\displaystyle S^{7}\rightarrow S^{8n+7}\rightarrow \mathbb {O} P^{n}} und {\displaystyle S^{4}\rightarrow \mathbb {H} P^{2n+1}\rightarrow \mathbb {O} P^{n}} für den oktonionischen projektiven Raum sind jeweils Faserbündel mit {\displaystyle n=0} für beide (trivialerweise mit {\displaystyle \mathbb {H} P^{1}\cong S^{4}}) und mit {\displaystyle n=1} für erstere (welche die oktonische Hopf-Faserung ist), aber nicht für {\displaystyle n=1} für zweitere ({\displaystyle S^{4}\rightarrow \mathbb {H} P^{3}\rightarrow S^{8}}) oder mit {\displaystyle n=2} für beide ({\displaystyle S^{4}\rightarrow \mathbb {H} P^{5}\rightarrow \mathbb {O} P^{2}} und {\displaystyle S^{7}\rightarrow S^{23}\rightarrow \mathbb {O} P^{2}}).